# Línea 310 (EMT Madrid)
La línea 310 de la EMT de Madrid une la estación de Pacífico de Metro de Madrid con la estación de El Pozo de Cercanías Madrid atravesando los barrios de Palomeras Bajas y Palomeras Sureste (Puente de Vallecas).

## Características
La línea 310 era en sus inicios una variante de la línea 10 señalada con un 10 tachado con una raya roja. Esta línea realizaba el recorrido Pacífico - Palomeras coincidendo con la línea 10 entre Pacífico y la calle Martínez de la Riva y parcialmente en la calle Villalobos (Palomeras Sureste), y acababa en el barrio de Madrid Sur (Palomeras Bajas), en la calle Viridiana.
Al generalizarse el uso de teleindicadores electrónicos, y ante la dificultad para señalar las líneas con raya roja, en el año 2000 se cambió la denominación a 310 con el mismo recorrido. En mayo de 2005, varió dicho recorrido para dejar de circular por las calles Puerto de Balbarán y Viridiana y situar su cabecera en la Avenida de Entrevías junto a la estación de El Pozo, adoptando la denominación actual.
Es la línea de la EMT con la numeración más alta de todas.

### Frecuencias
| Lunes a viernes laborables |               |
| De 06:00 a 10:00           | 12-18 minutos |
| De 10:00 a 14:00           | 15-21 minutos |
| De 14:00 a 21:00           | 15-16 minutos |
| De 21:00 a 23:00           | 15-20 minutos |
| Sábados laborables         |               |
| De 07:00 a 22:00           | 17-20 minutos |
| De 22:00 a 23:00           | 19-25 minutos |
| Domingos y festivos        |               |
| De 07:00 a 23:00           | 28-29 minutos |

## Recorrido y paradas

### Sentido Estación El Pozo
La línea inicia su recorrido en la Avenida Ciudad de Barcelona junto a la estación de Pacífico de metro. Desde aquí empieza circulando por la avenida hacia el sur hasta pasar bajo el Puente de Vallecas, entrando en el distrito homónimo por la Avenida de la Albufera, que abandona enseguida al girar a la derecha bajando por la Avenida del Monte Igueldo.
Desde esta avenida gira a la izquierda por la calle Martínez de la Riva, por la que baja hasta la intersección con la calle Javier de Miguel, a la que se incorpora girando a la izquierda.
A continuación, recorre la calle Javier de Miguel hasta su intersección con la Avenida de Buenos Aires, por la que sube hasta la intersección con la calle Pedro Laborde, por la que circula unos m para girar a la derecha por la calle Lago Calafate, continuando por la calle de los Leoneses, que recorre brevemente girando a la derecha por la calle Villalobos. Al final de esta calle sale a la Avenida de Miguel Hernández girando a la izquierda, bajando hacia la estación de El Pozo por la calle Puerto Balbarán y gira de nuevo a la izquierda para incorporarse a la Avenida de Entrevías, donde acaba su recorrido junto a la estación de cercanías.
| Código | Parada                                 | Común con                   | Conexiones con Metro y Cercanías | Otros |
| ------ | -------------------------------------- | --------------------------- | -------------------------------- | ----- |
| 1977   | PACÍFICO (Av. Cdad. Barcelona, 190)    |                             | Pacífico                         |       |
| 1410   | Ciudad de Barcelona-Seco               | 8 10 24 37 54 56 57 136 141 |                                  |       |
| 2058   | Puente de Vallecas                     | 8 10 24 37 54 56 57 136 141 | Puente de Vallecas               |       |
| 2059   | Monte Igueldo                          | 10 24 111                   |                                  |       |
| 2091   | Martínez de la Riva                    | 10 24 111                   |                                  |       |
| 2184   | Martínez de la Riva-Sierra Carbonera   | 24 111                      |                                  |       |
| 1103   | Carlos Martín Álvarez-Javier de Miguel | 103                         |                                  |       |
| 1105   | Javier de Miguel-Payaso Fofó           | 103                         |                                  |       |
| 4990   | Javier de Miguel-Costabona             |                             |                                  |       |
| 2095   | Javier de Miguel-San Anselmo           |                             |                                  |       |
| 2097   | Javier de Miguel-Puerto Velate         |                             |                                  |       |
| 2099   | Buenos Aires-Pedro Laborde             |                             |                                  |       |
| 2101   | Lago Calafate                          |                             |                                  |       |
| 2103   | Leoneses-Villalobos                    |                             |                                  |       |
| 2085   | Villalobos                             | 10 144                      |                                  |       |
| 2087   | Pablo Neruda-Villalobos                | 10                          |                                  |       |
| 2106   | Parque de Palomeras                    | 10                          |                                  |       |
| 4838   | Parque de Palomeras (Av. Buenos Aires) |                             |                                  |       |
| 4837   | ESTACIÓN EL POZO (Av. Entrevías)       | 102 103 T31                 | El Pozo                          |       |

### Sentido Pacífico

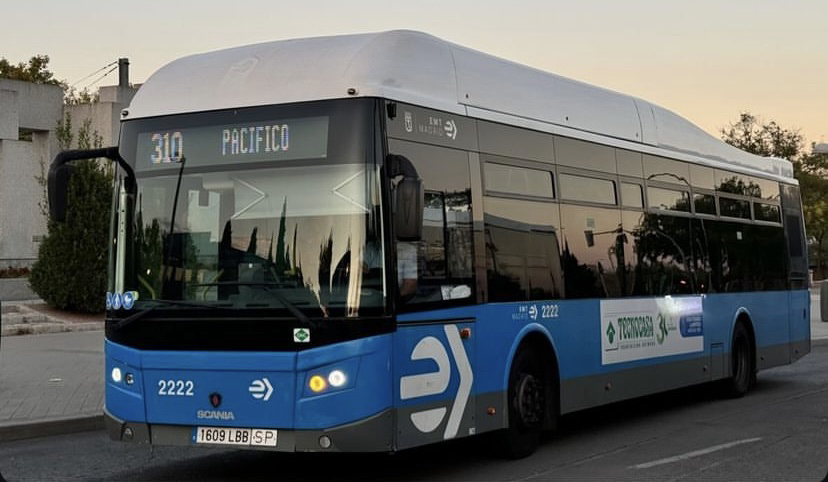
Autobús de línea en la estación de El Pozo.

La línea inicia su recorrido junto a la estación de El Pozo, en la Avenida de Entrevías, por la cual sale dirigiéndose a la Avenida de Buenos Aires, subiendo por la misma hasta girar a la derecha por la Avenida de Miguel Hernández y a la izquierda para incorporarse a la calle Villalobos.
Desde este punto, el recorrido es igual al de ida pero en sentido contrario hasta que llega a la calle Martínez de la Riva, donde poco después de subir por la misma se desvía a la derecha por la calle Sierra Carbonera y 200 m después, gira a la izquierda por la calle Arroyo del Olivar, girando después a la derecha por la calle Puerto Alto saliendo a la Avenida de la Albufera por la misma.
Pasando bajo el Puente de Vallecas, su recorrido es de nuevo igual al de ida pero en sentido contrario hasta que llega a su cabecera junto a la estación de Pacífico en la Avenida Ciudad de Barcelona.
| Código | Parada                                 | Común con                   | Conexiones con Metro y Cercanías | Otros |
| ------ | -------------------------------------- | --------------------------- | -------------------------------- | ----- |
| 4837   | ESTACIÓN EL POZO (Av. Entrevías)       | 102 103 T31                 | El Pozo                          |       |
| 2107   | Villalobos-Miguel Hernández            |                             |                                  |       |
| 2105   | Pablo Neruda-Villalobos                |                             |                                  |       |
| 2086   | Villalobos-Campo de la Paloma          | 10 144                      |                                  |       |
| 2104   | Leoneses-Villalobos                    |                             |                                  |       |
| 2102   | Lago Calafate-Tánger                   |                             |                                  |       |
| 2100   | Buenos Aires-Pedro Laborde             |                             |                                  |       |
| 2098   | Javier de Miguel-Puerto Velate         |                             |                                  |       |
| 2096   | Javier de Miguel-San Anselmo           |                             |                                  |       |
| 2943   | Javier de Miguel-Costabona             |                             |                                  |       |
| 1106   | Javier de Miguel-Payaso Fofó           | 103                         |                                  |       |
| 1104   | Carlos Martín Álvarez-Javier de Miguel | 103                         |                                  |       |
| 2094   | Martínez de la Riva-Sierra Carbonera   | 111                         |                                  |       |
| 2061   | Martínez de la Riva-Monte Perdido      | 10 24 111                   |                                  |       |
| 1002   | Junta Municipal Puente de Vallecas     | 10 24 54 57 58 111 136      |                                  |       |
| 4864   | Puente de Vallecas                     | 10 136                      | Puente de Vallecas               |       |
| 1411   | Ciudad de Barcelona-Seco               | 8 10 24 37 54 56 57 136 141 |                                  |       |
| 1978   | Ciudad de Barcelona-Pedro Bosch        | 8 136                       | Pacífico                         |       |
| 1977   | PACÍFICO (Av. Cdad. Barcelona, 190)    |                             | Pacífico                         |       |